# Kloster Quernheim

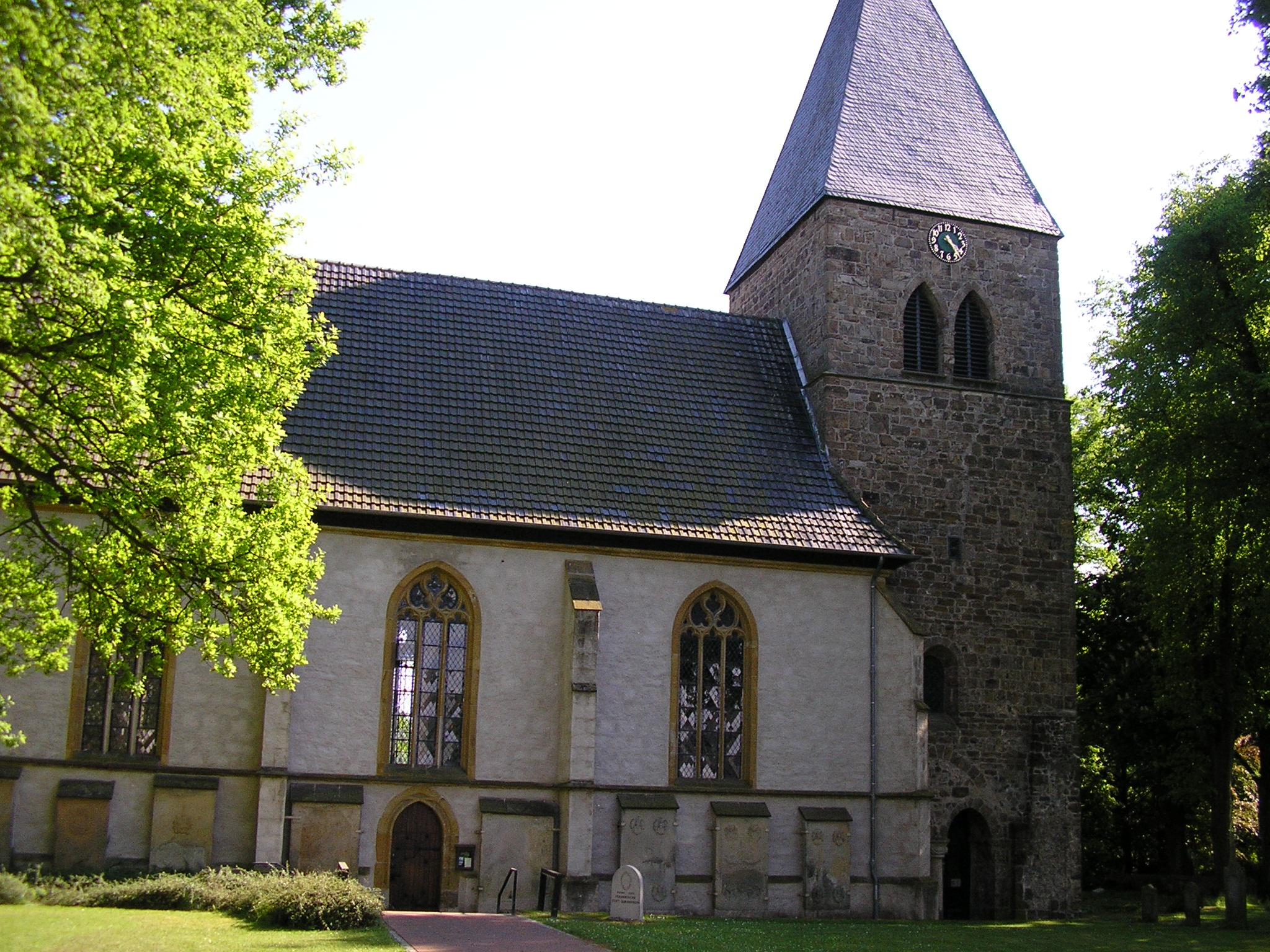
St. Marien zu Quernheim

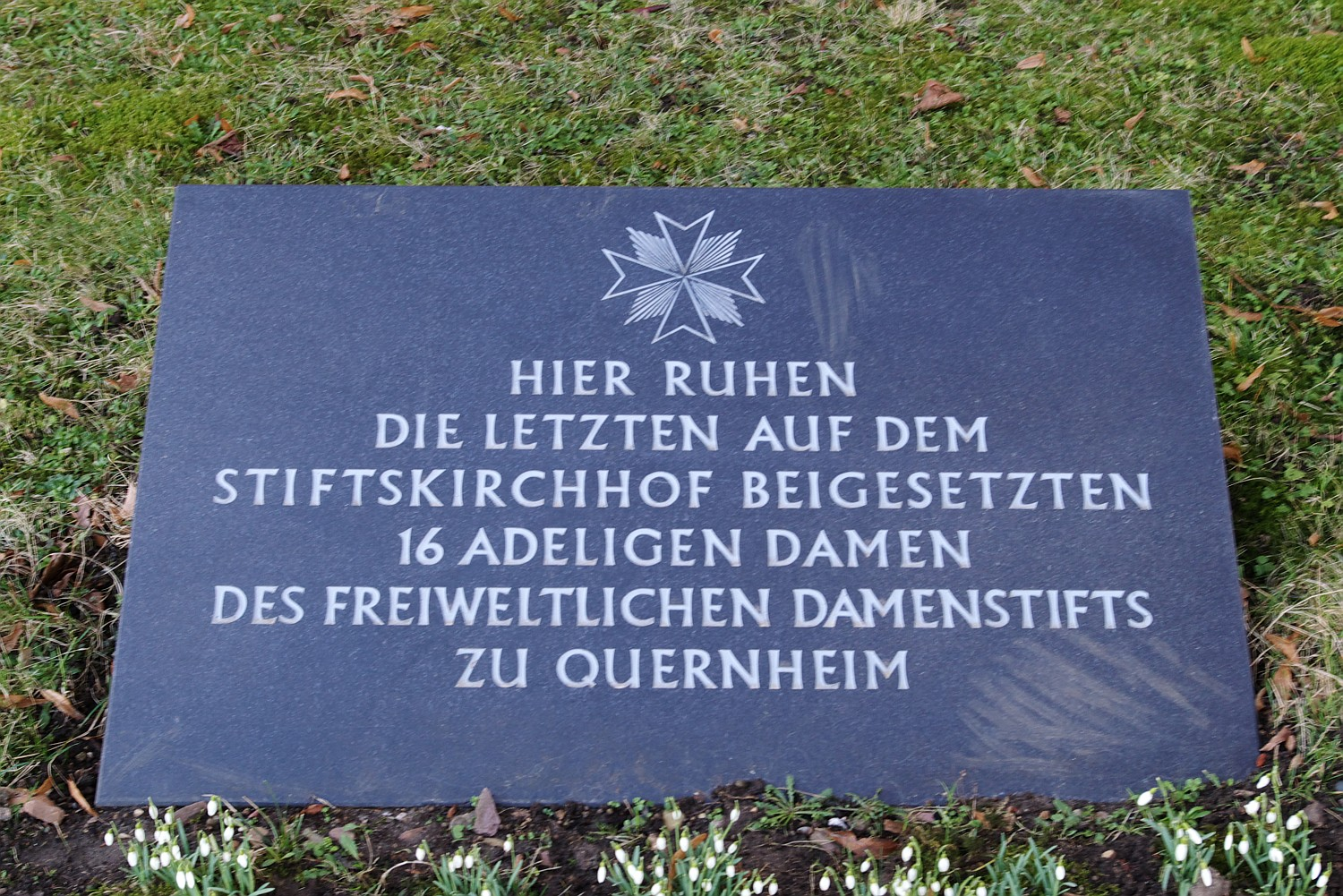
Gedenktafel für die Stiftsdamen

Kloster Quernheim war ein Konvent der Augustinerinnen und später ein freiweltliches Damenstift in Kirchlengern-Stift Quernheim (Kreis Herford). Die Klosterkirche St. Marien gehört heute zur evangelisch-lutherischen Gemeinde von Stift Quernheim.

## Geschichte
Das Augustinerinnenkloster in Quernheim wurde wahrscheinlich um 1147 durch die Herren von Quernheim, ein Ministerialengeschlecht der Reichsabtei Herford, auf Eigenbesitz gegründet. Die Initiative für die Gründung am Ostrand des Bistums Osnabrück ging auf Bischof Philipp von Katzenelnbogen zurück. Die erste urkundliche Erwähnung erfolgte 1153.(Urk. 12 StaM) Dem Kloster gelang es in der Folge, eine beachtliche Grundherrschaft aufzubauen, wovon heute noch die Ortschaft Klosterbauerschaft zeugt. Als es dem Bistum Minden gelang, die Vogtei des Klosters unter seinen Einfluss zu bringen, wurde es dem Bistum 1520 rechtlich unterstellt. Nach 1532 wurde die Reformation eingeführt und das Kloster in ein adeliges Damenstift überführt, das auch weiterhin der Jurisdiktion Mindens unterstand; Minden gab dem Stift 1577 eine Verfassung. Zwischen 1548 und 1555 erhielt die Kirche ihre heutige Gestalt. 1810 wurde das Stift aufgehoben.
Der romanische Klosterkirchenbau des 12. Jahrhunderts existiert noch im Kern im südlichen Querhaus, dem Chor sowie der Südwand des Langhauses. Von der ursprünglichen zweijochigen romanischen Basilika sind auch noch die Kreuzgratgewölbe erhalten. Der ursprünglich in Seitenschiffe eingebundene Westturm ersetzte einen im 13. Jahrhundert niedergelegten Westbau. Im Winkel zwischen Chor und südlichem Querschiff entstand im 14. Jahrhundert der sogenannte Fräuleinchor mit Gruft im Untergeschoss. Zudem wurden im Rahmen des spätgotischen Umbaus ab 1548 beide Seitenschiffe und der Nordquerarm niedergelegt. Danach wurde die südliche Mittelschiffswand geschlossen und die Nordwand vollkommen neu erbaut. Sie wurde herausgeschoben, um mit dem Choransatz abzuschließen. Um 1520 entstand der spätgotische Schnitzaltar in einer Osnabrücker Werkstatt.

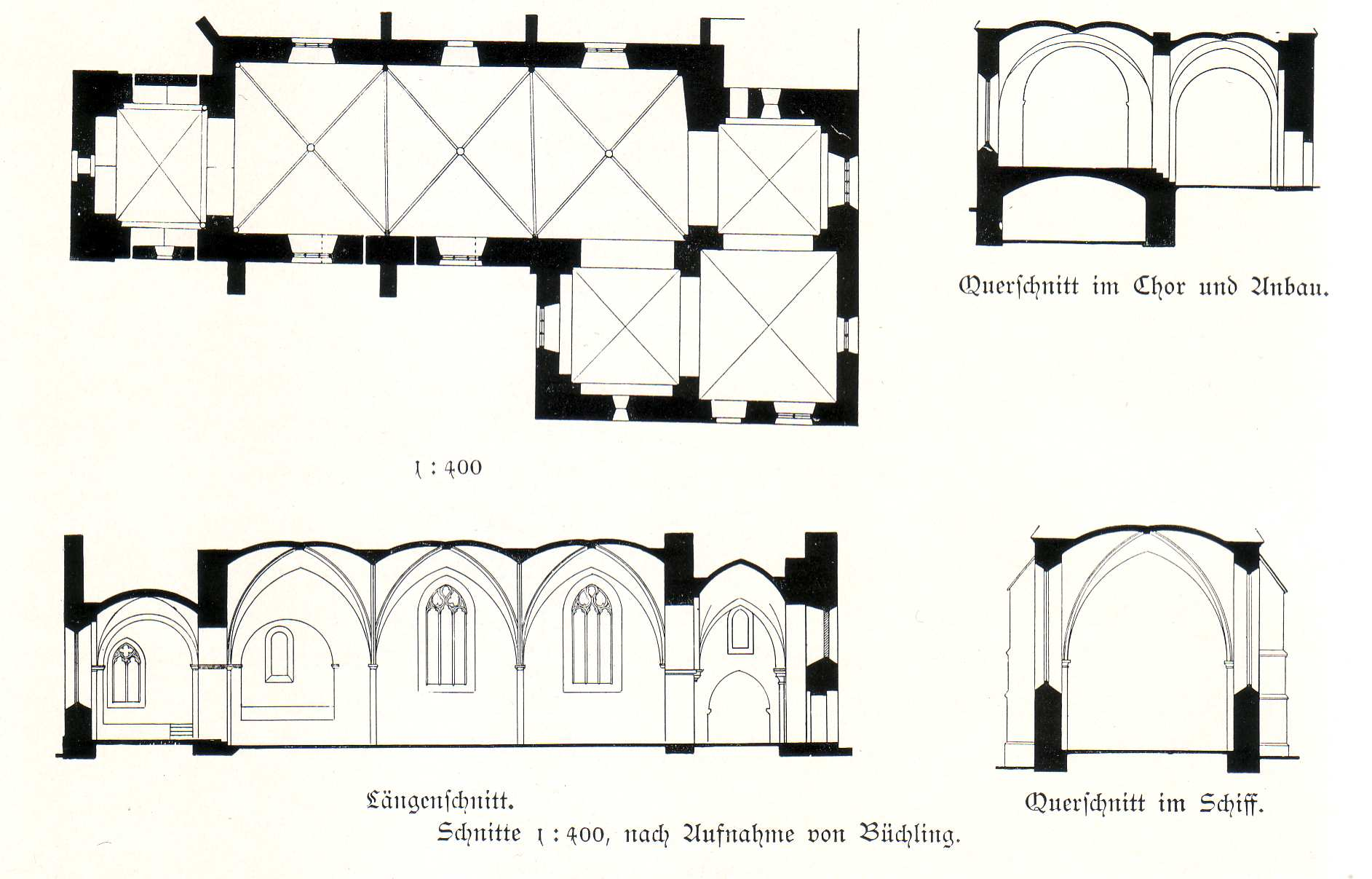
Grundriss der Marienkirche
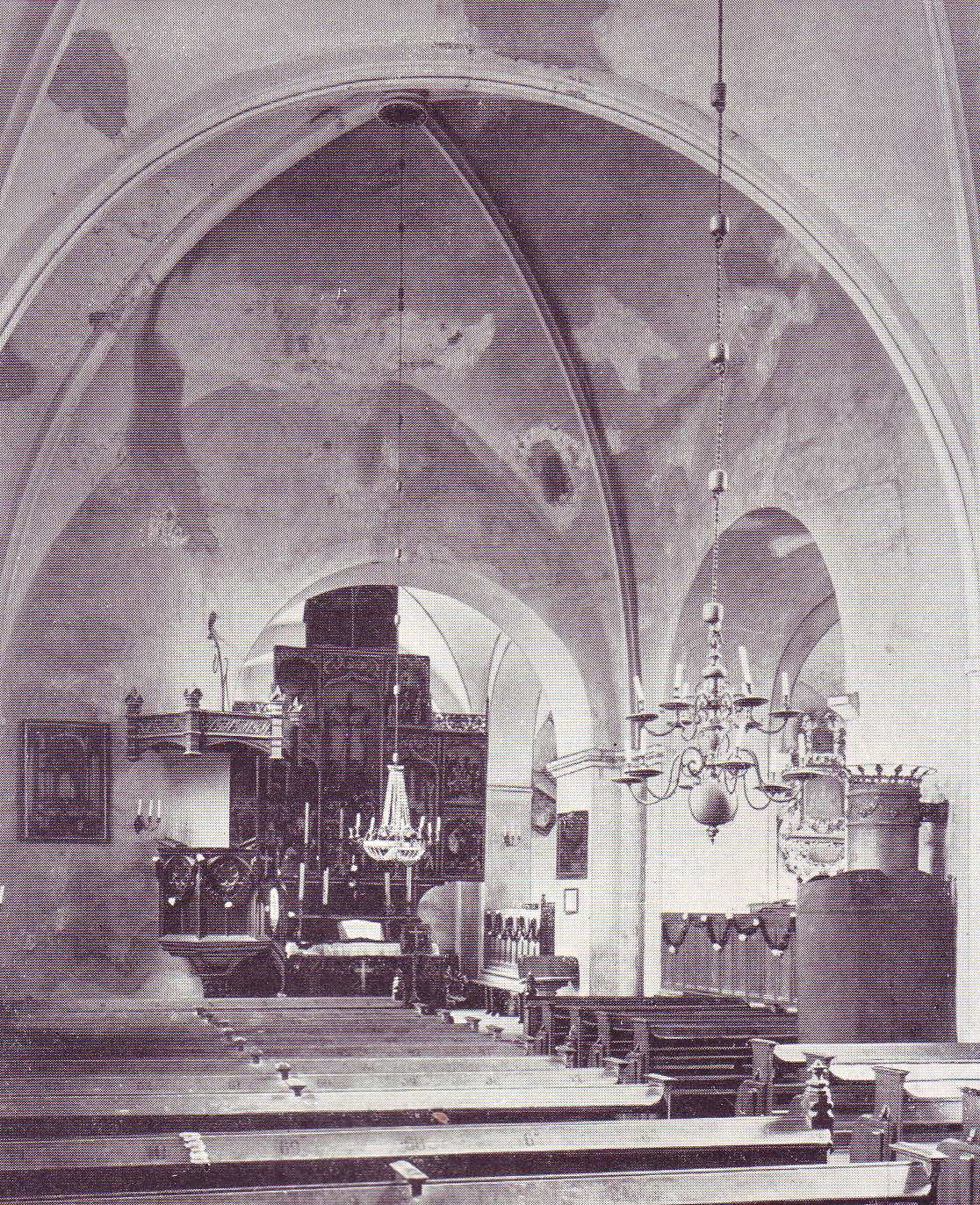
Blick zum Chor um 1908
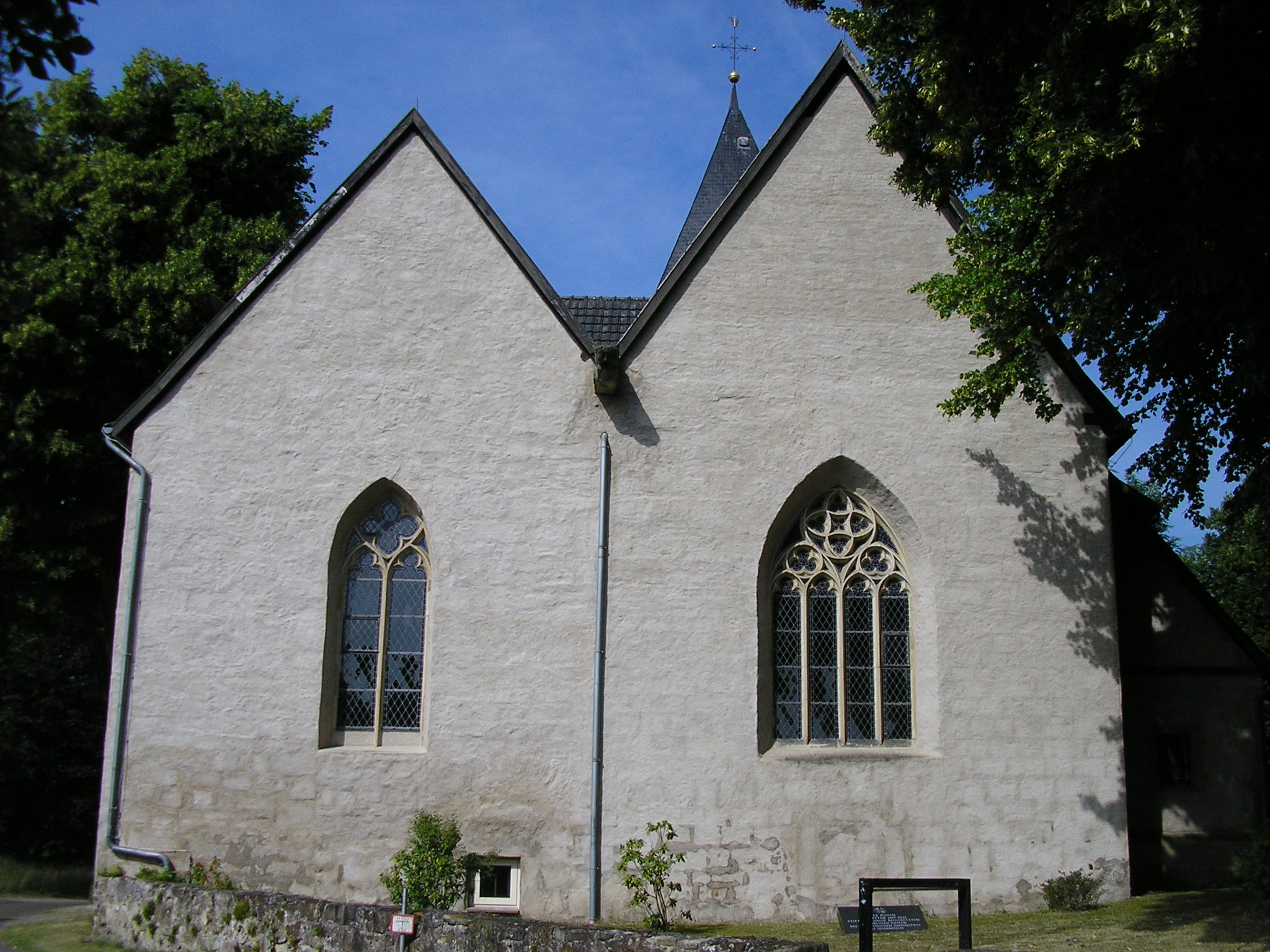
Fräuleinchor (linke Seite) und Chor